# Mal Paso (Aguada)
Mal Paso es un barrio ubicado en el municipio de Aguada en el estado libre asociado de Puerto Rico. En el Censo de 2010 tenía una población de 2483 habitantes y una densidad poblacional de 1.026,44 personas por km².

## Geografía
Mal Paso se encuentra ubicado en las coordenadas 18°21′58″N 67°10′10″O / 18.36611, -67.16944. Según la Oficina del Censo de los Estados Unidos, Mal Paso tiene una superficie total de 2.42 km², que corresponden a tierra firme.

## Demografía
Según el censo de 2010, había 2483 personas residiendo en Mal Paso. La densidad de población era de 1.026,44 hab./km². De los 2483 habitantes, Mal Paso estaba compuesto por el 83.37% blancos, el 8.01% eran afroamericanos, el 0.48% eran amerindios, el 5.88% eran de otras razas y el 2.26% pertenecían a dos o más razas. Del total de la población el 99.64% eran hispanos o latinos de cualquier raza.